# Lista najwyższych budynków w Berlinie

## Najwyższe budynki
| Budynek                        | Okręg administracyjny      | Lokalizacja              | Wysokość | Lata budowy |
| ------------------------------ | -------------------------- | ------------------------ | -------- | ----------- |
| Park Inn Berlin                | Mitte                      | Alexanderplatz           | 149,5    | 1967–1969   |
| Treptowers                     | Treptow-Köpenick           | Alt-Treptow              | 125      | 1995–1998   |
| Zoofenster                     | Charlottenburg             | Hardenbergstraße         | 119      | 2008–2012   |
| Upper West                     | Charlottenburg             | Breitscheidplatz         | 118      | 2013–2017   |
| Steglitzer Kreisel             | Steglitz-Zehlendorf        | Steglitz                 | 118      | 1968–1980   |
| Debis-Haus                     | Mitte                      | koło Placu Poczdamskiego | 106      | 1997–1999   |
| Europa-Center                  | Charlottenburg-Wilmersdorf | Breitscheidplatz         | 103      | 1963–1965   |
| BahnTower in Sony Center       | Mitte                      | Plac Poczdamski          | 103      | 1996–1999   |
| Kollhoff-Tower                 | Mitte                      | Plac Poczdamski          | 103      | ?–1999      |
| Piramide Skyscraper            | Marzahn-Hellersdorf        | Landsberger Allee        | 100      | 1994        |
| Internationales Handelszentrum | Mitte                      | Friedrichstraße          | 93,5     | 1976–1978   |
| Wohnhochhaus Ideal             | Neukölln                   | Buckow                   | 89       | 1966–1969   |
| Telefunken-Hochhaus            | Charlottenburg-Wilmersdorf | Ernst-Reuter-Platz       | 80       | 1958–1960   |
| Axel-Springer Skyscraper       | Friedrichshain-Kreuzberg   | Kreuzberg                | 78       | 1959–1966   |
| Twin Towers                    | Treptow                    | Fanny-Zobel-Straße       | 75       | ? – 1997    |

- Uwaga! Lista nie jest pełna!

## Galeria

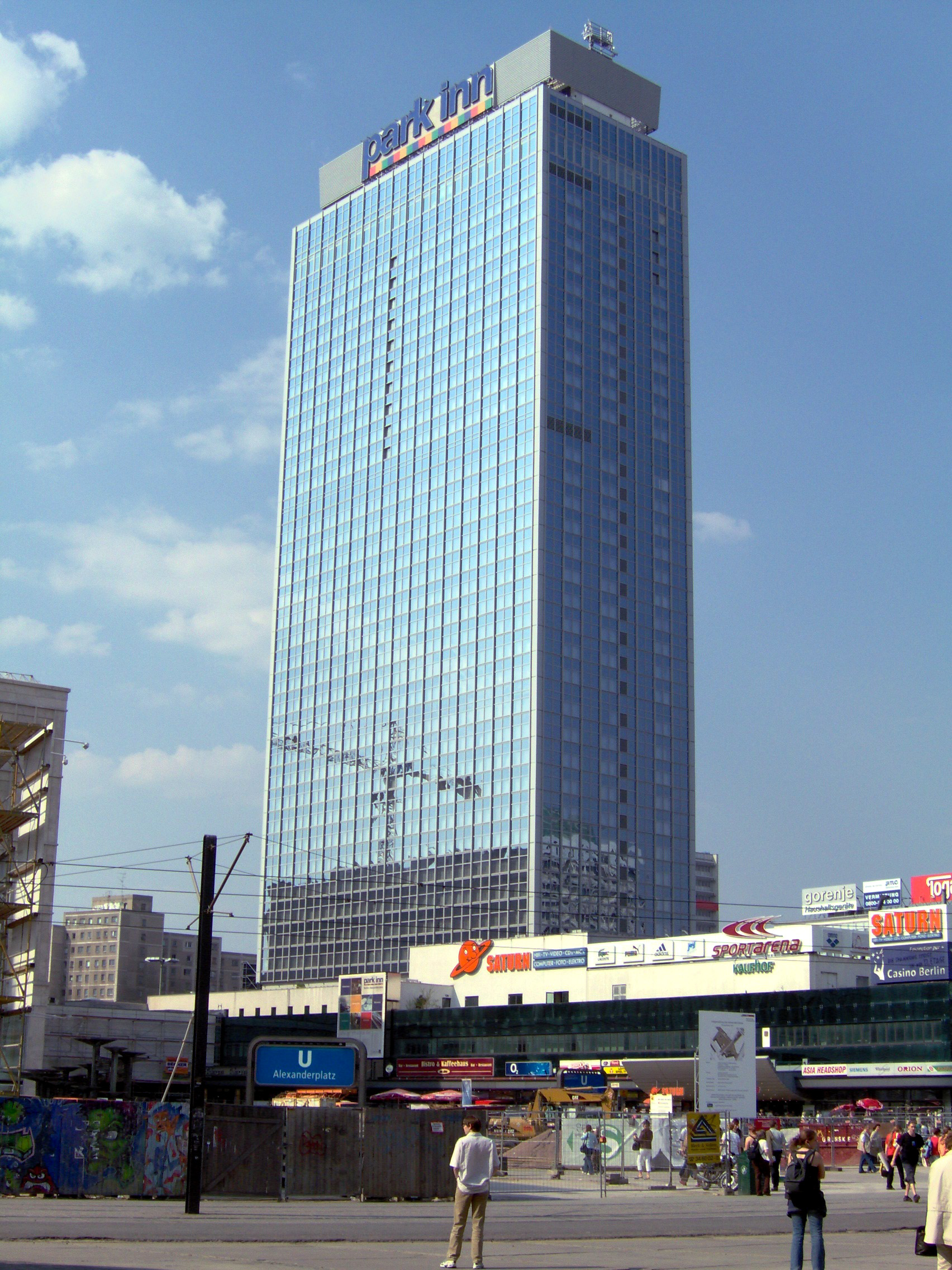
Hotel „Park Inn“
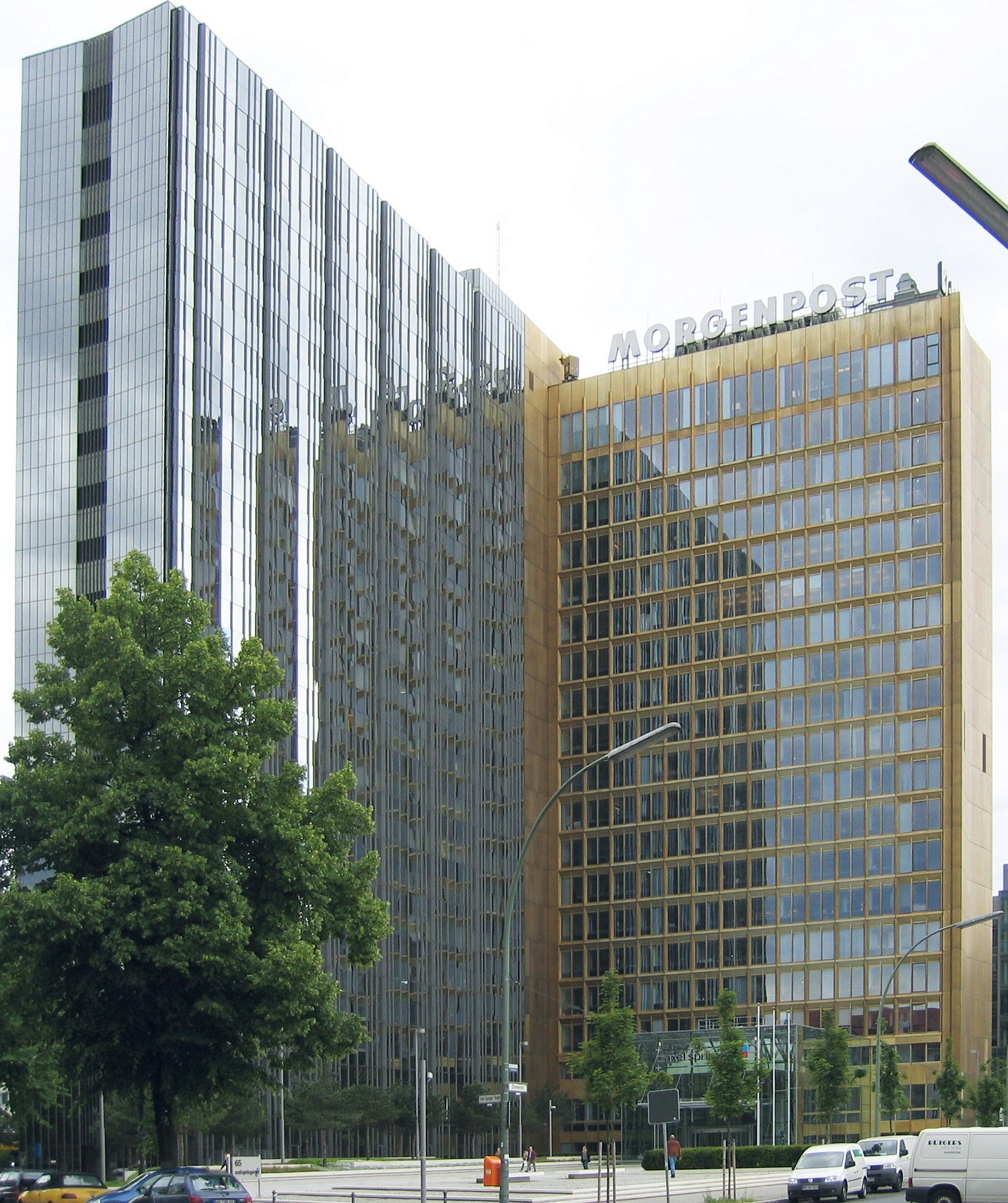
Axel-Springer
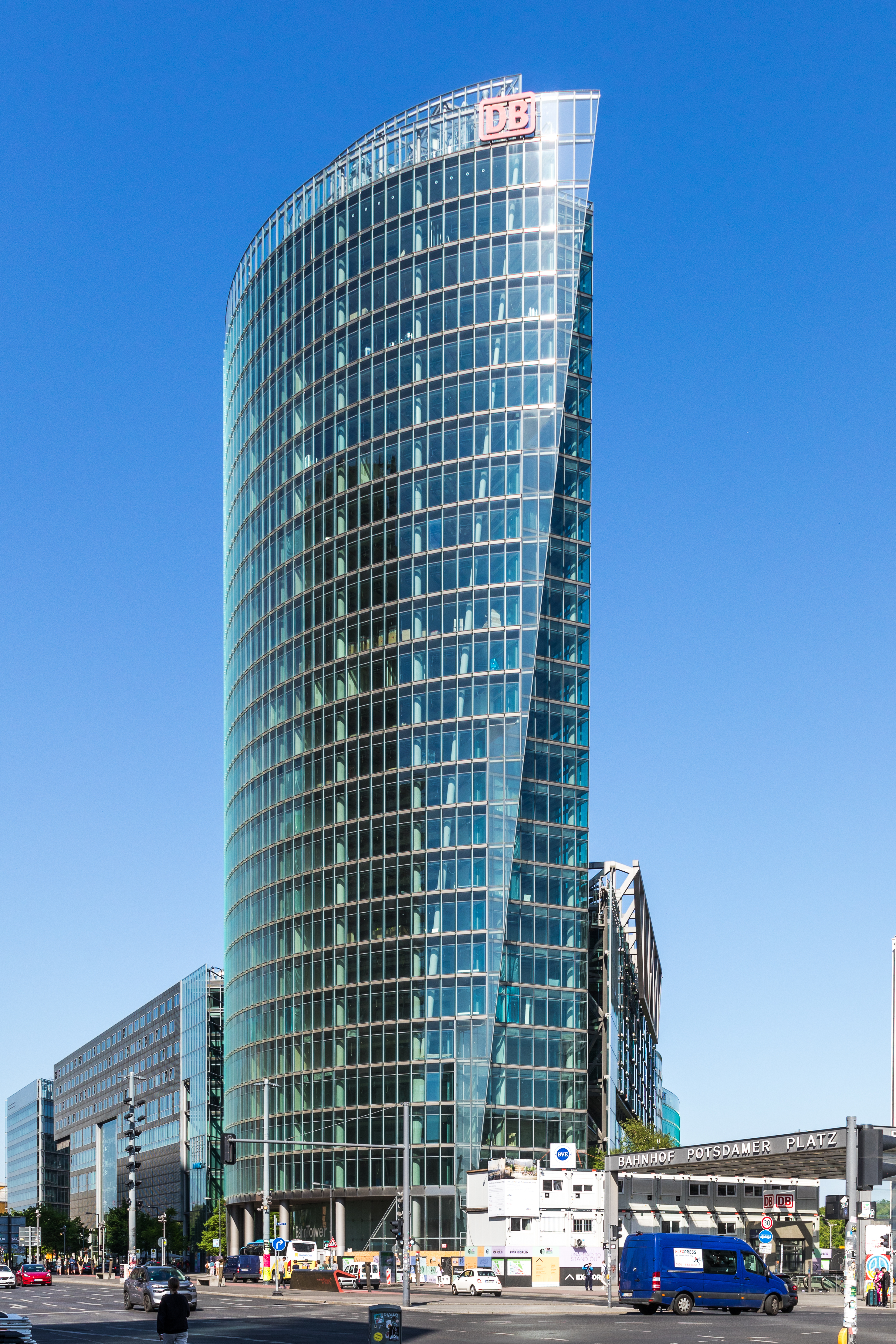
BahnTower
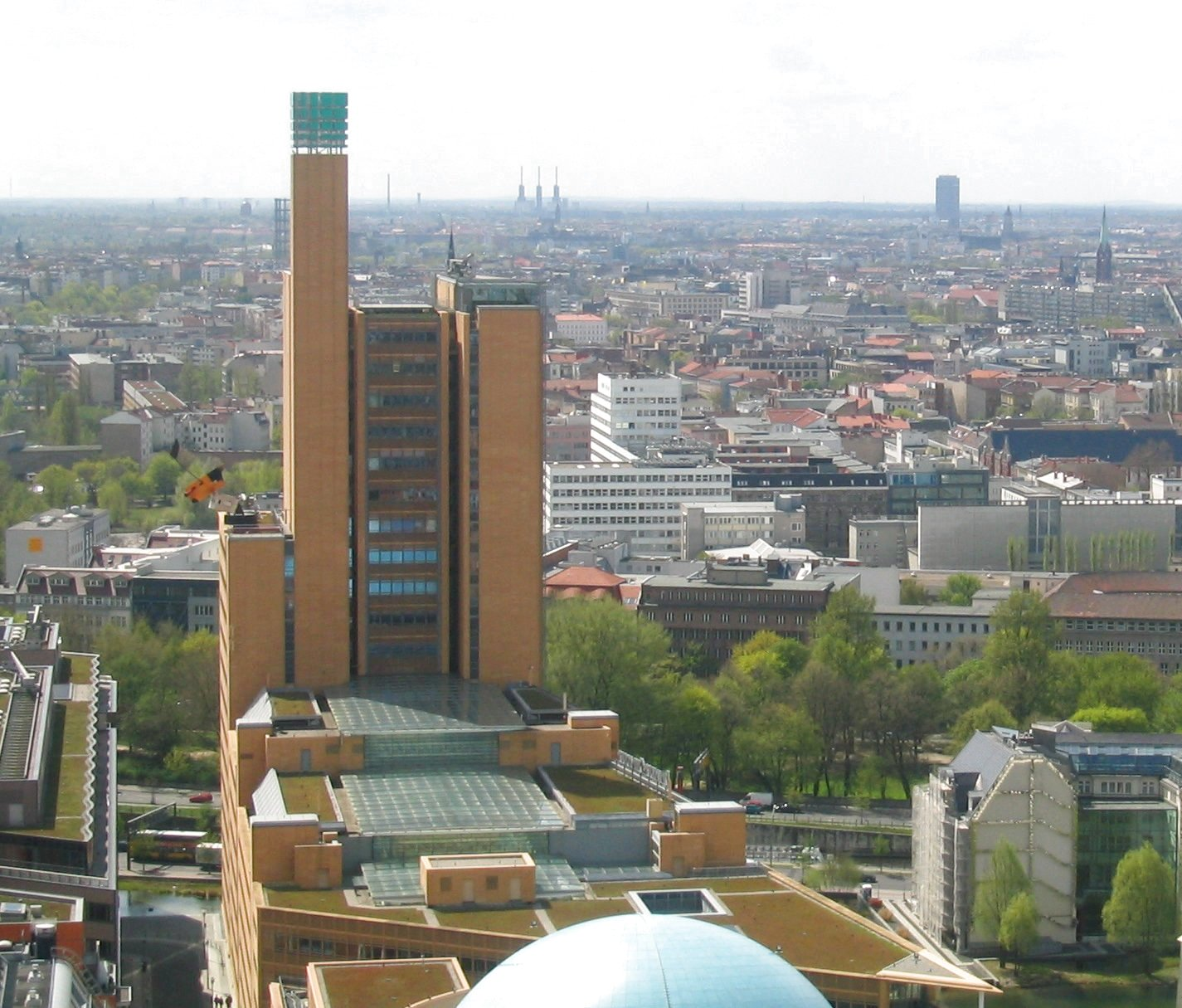
Debis-Haus
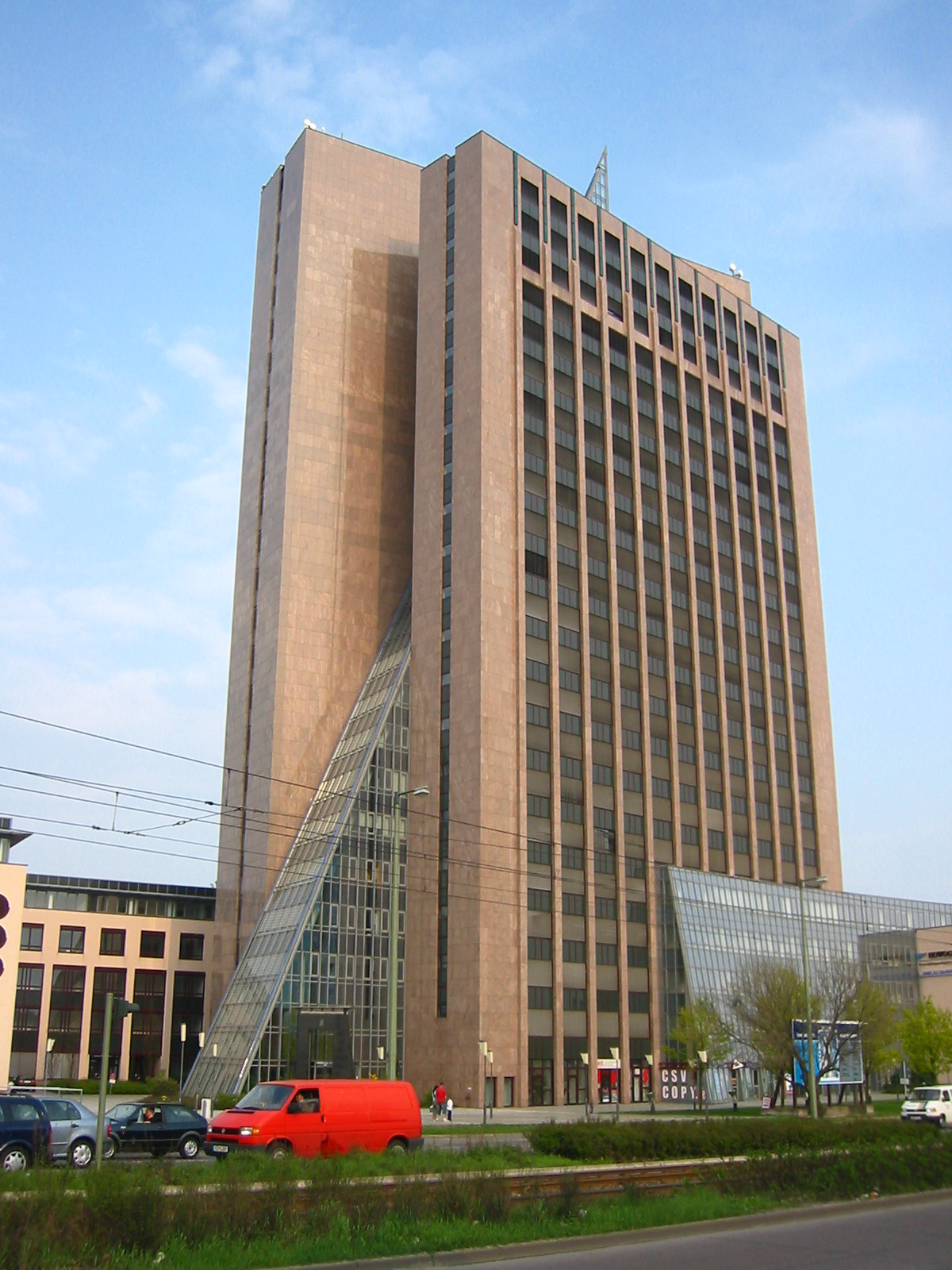
Die Pyramide
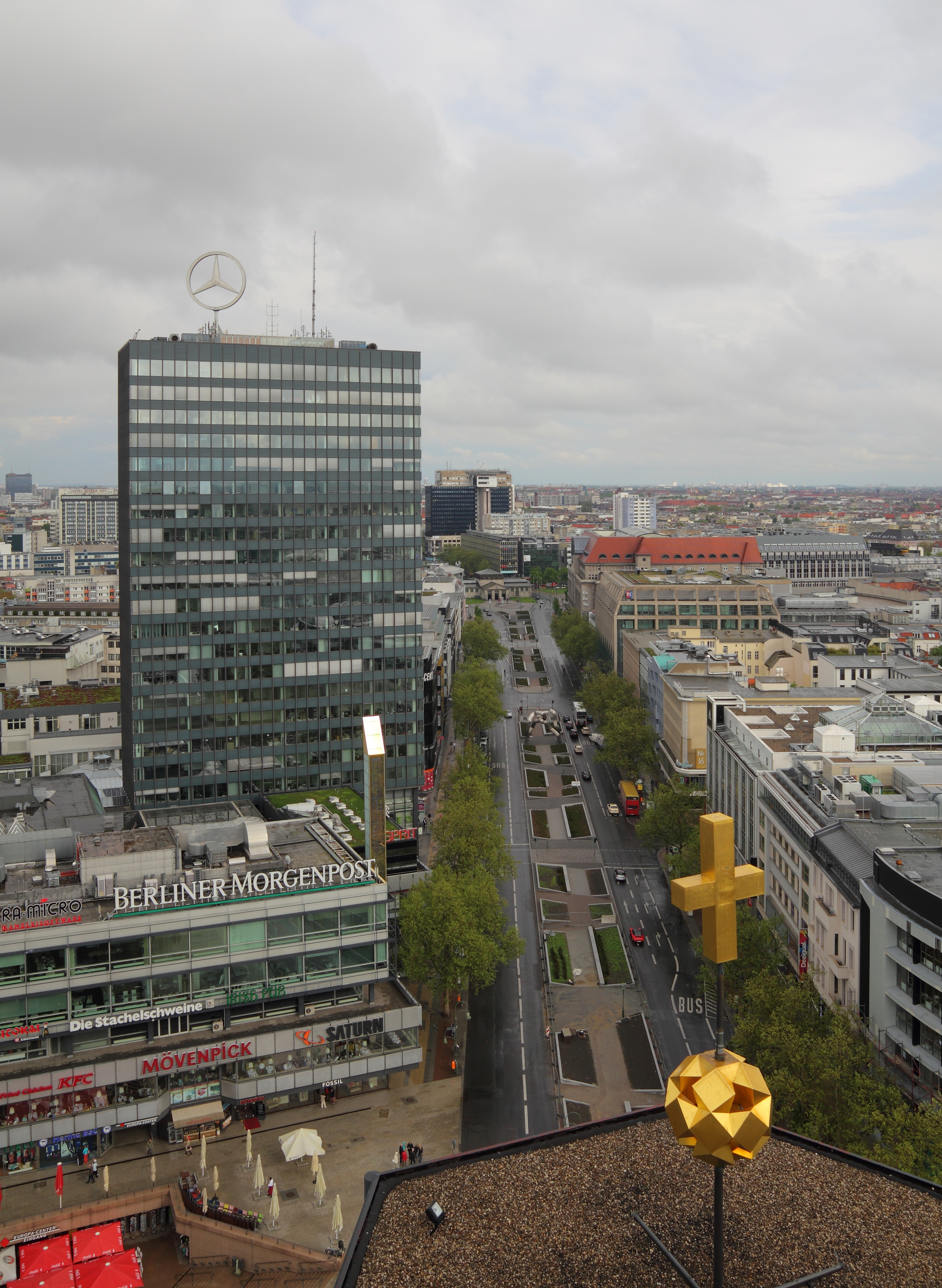
Europa-Center
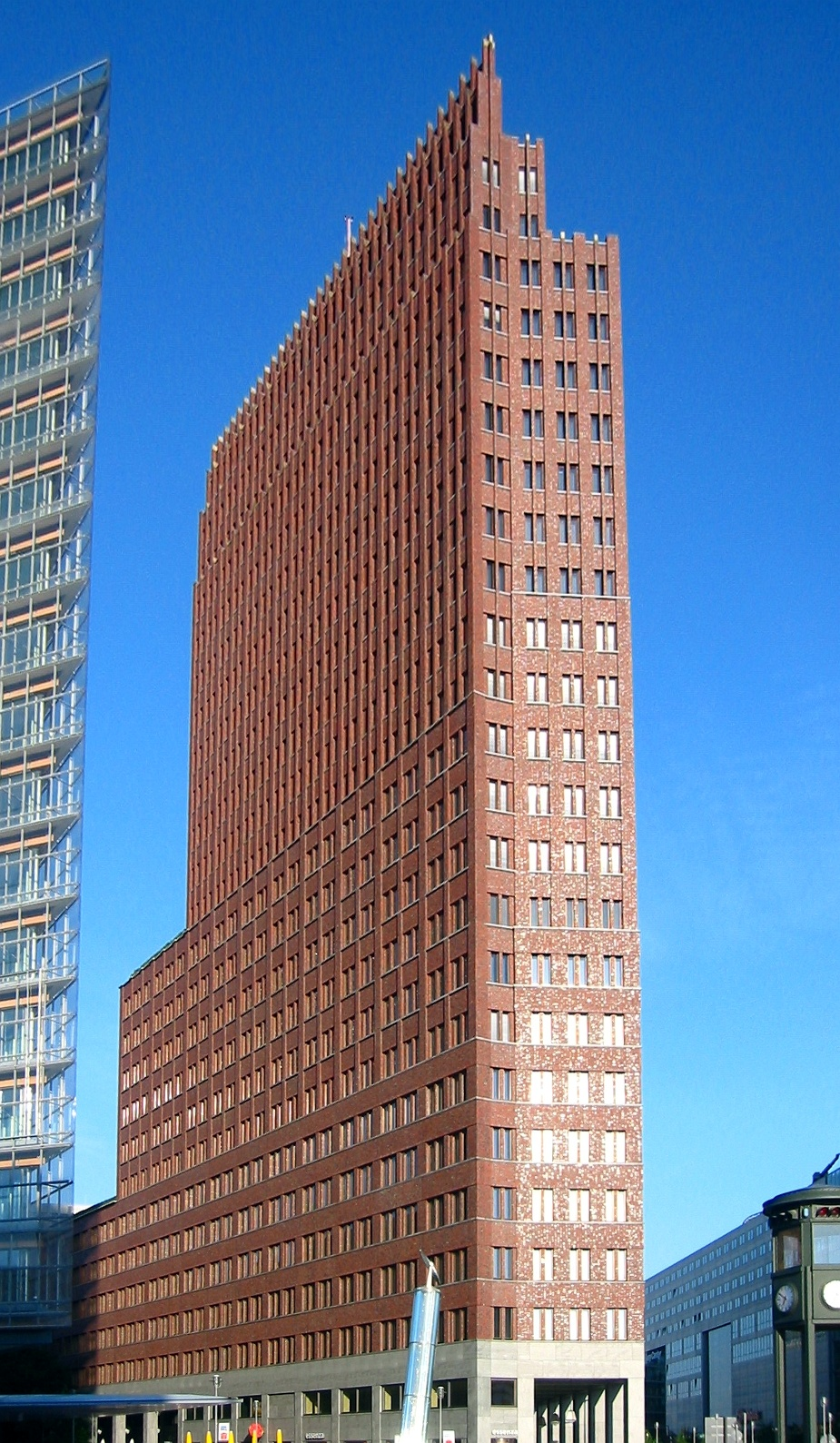
Kollhoff-Tower
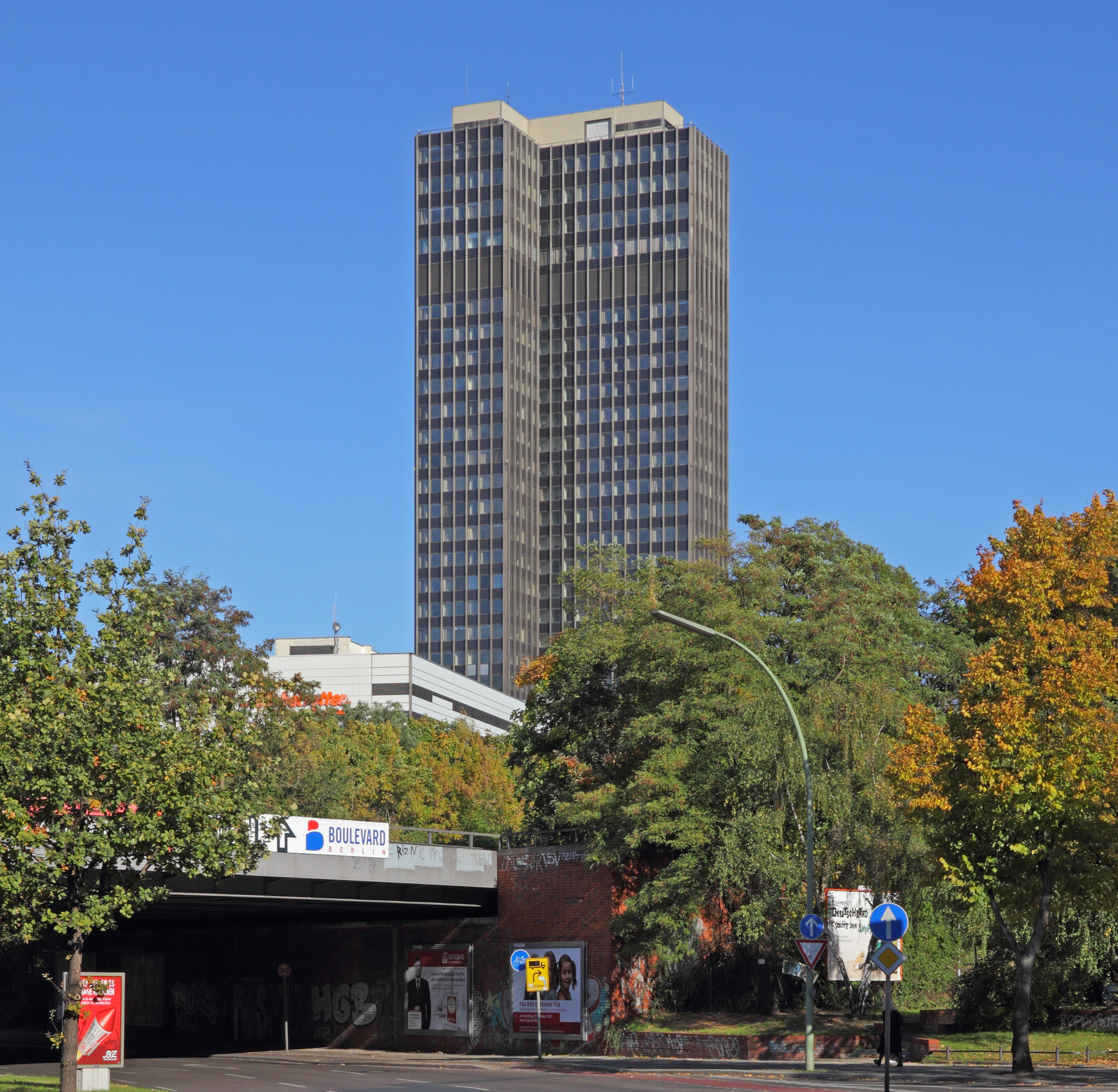
Steglitzer Kreisel
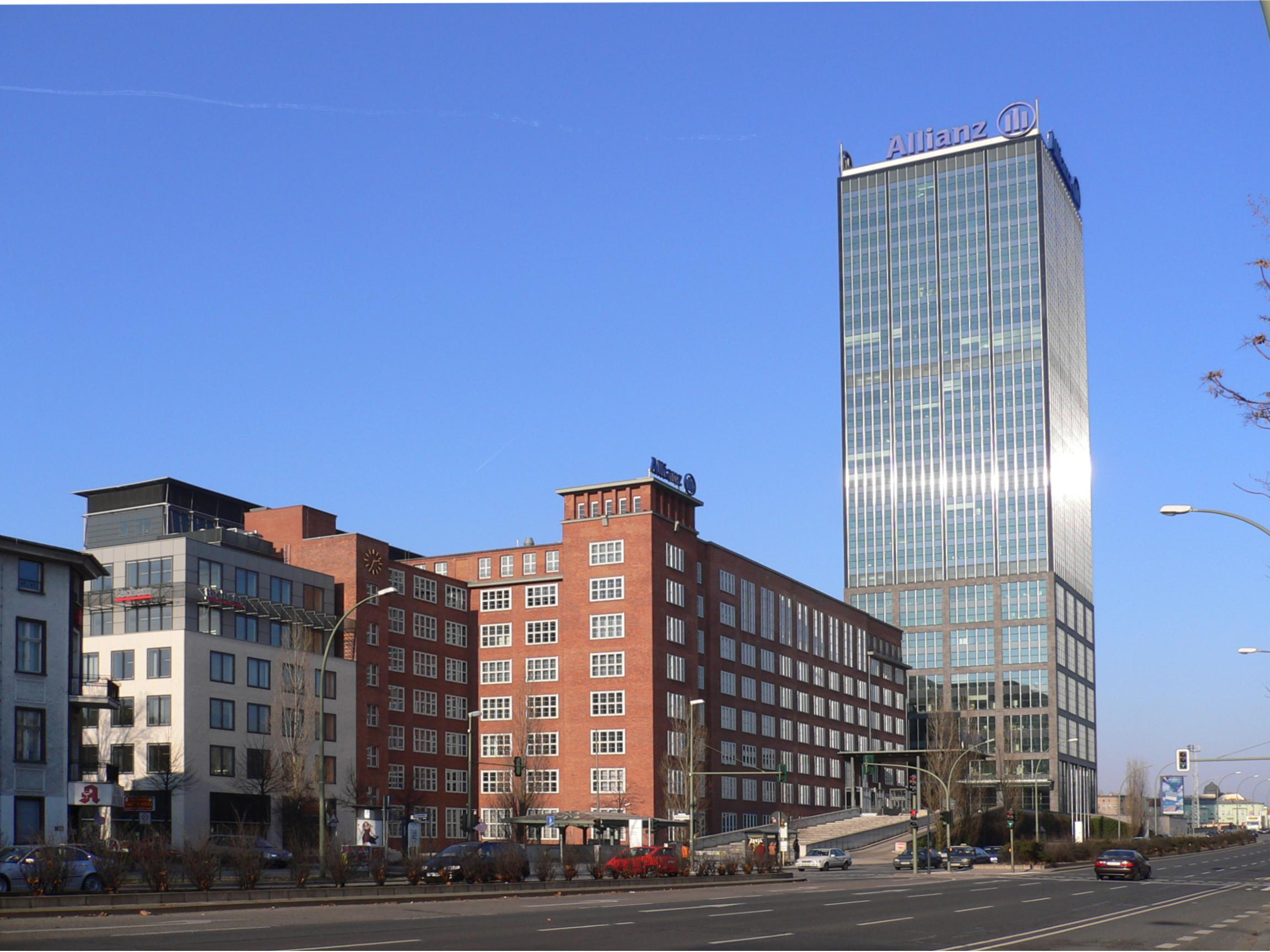
Treptowers
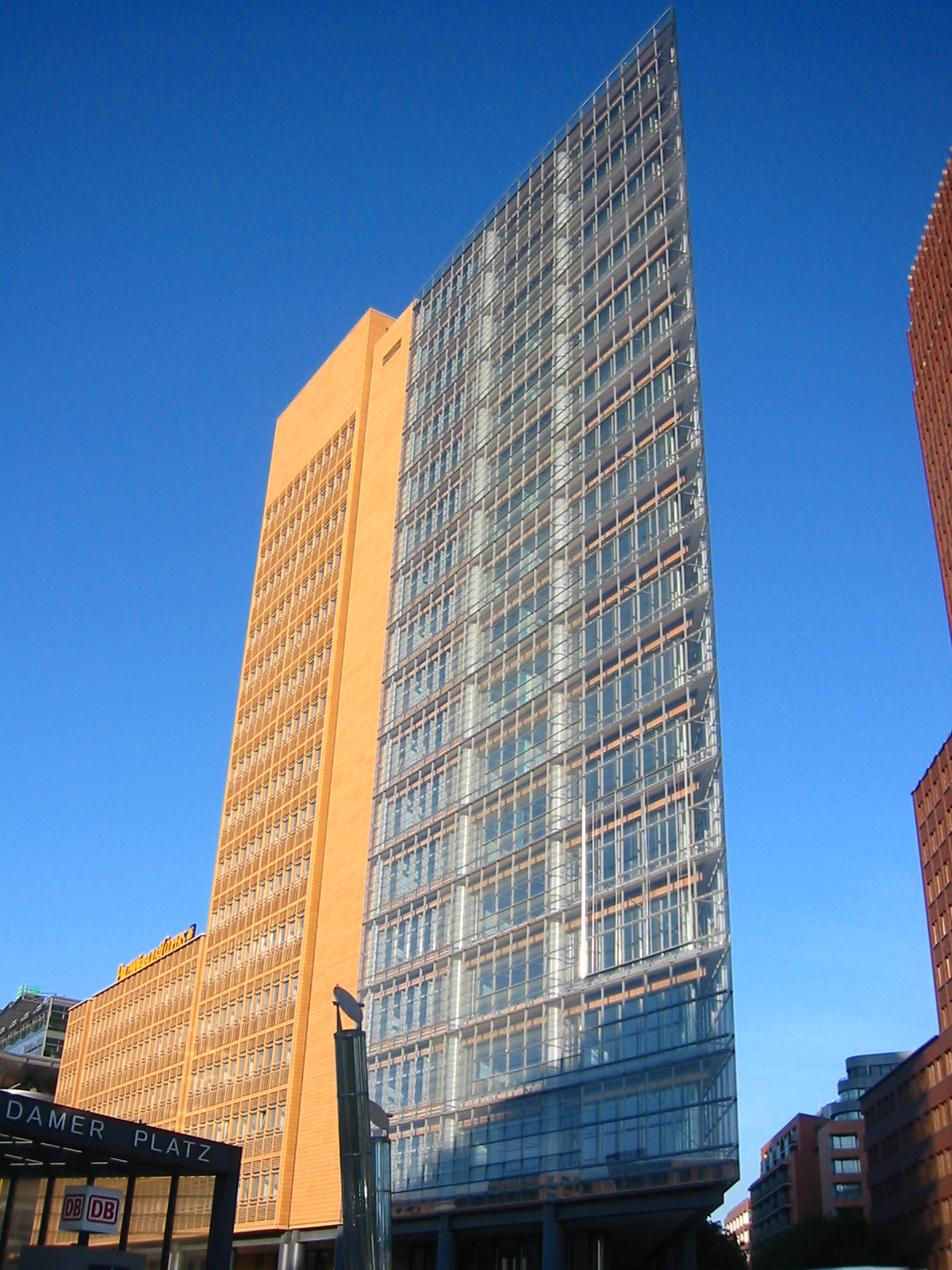
PricewaterhouseCoopers
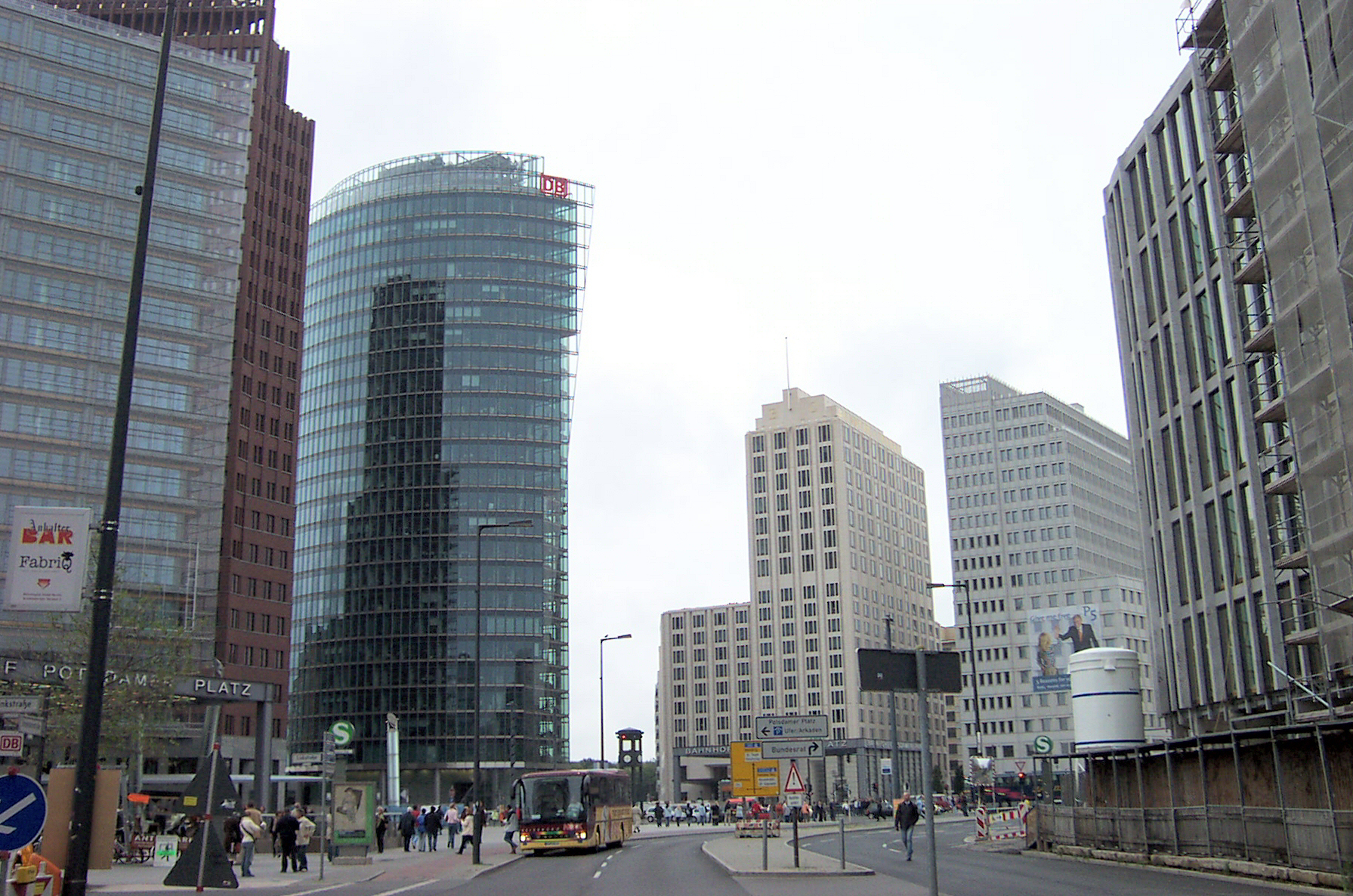
Potsdamer Platz
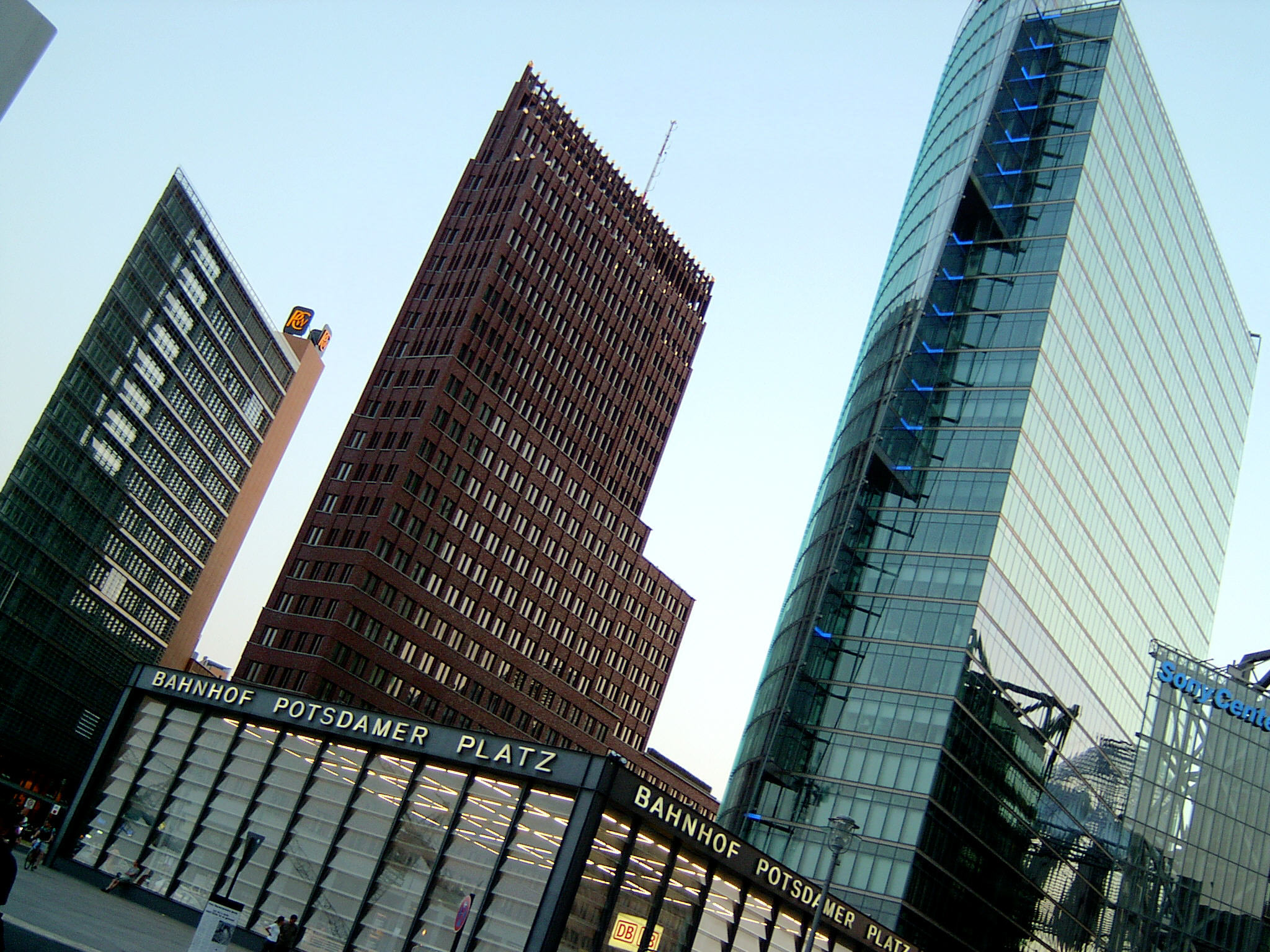
Potsdamer Platz